# 艾密爾·巴里西安
艾密爾·巴里西安（法語：Émile Parisien，1982年10月12日—）是法國年青音樂家。巴里西安十多歲時起已經學習音樂，1996年進入圖盧茲音樂學院深造，其後獲獎無數，包括2012年獲得海因哈特獎的最佳爵士樂手獎等。